# Vanchium hexaseta
Vanchium hexaseta är en tvåvingeart som beskrevs av Cherian 1999. Vanchium hexaseta ingår i släktet Vanchium och familjen fritflugor. Inga underarter finns listade i Catalogue of Life.